# Nerf clunial inférieur
Les nerfs cluniaux inférieurs (ou nerfs fessiers cutanés inférieurs) sont des nerfs sensitifs du membre inférieur.

## Origine
Les nerfs cluniaux inférieurs sont des branches du nerf cutané fémoral postérieur.

## Trajet
Les nerfs cluniaux inférieurs passent sous le bord inférieur du muscle grand glutéal.

## Zone d'innervation
Les nerfs cluniaux inférieurs innervent la peau de la partie inférieure des régions sacrale et fessière,.